# مركزي صرخان
مركزي صرخان هي بلدة في مقاطعة جاركورغان في ولاية صرخنداريا في أوزبكستان.